# Servicio Militar de Aerostación
El Servicio Militar de Aerostación (o de Aeroestación) se creó en España por un real decreto del 24 de diciembre de 1884, con asignación a la cuarta compañía del Batallón de Telégrafos (del Cuerpo de Ingenieros), con base en Guadalajara.

## Historia
Aunque establecido en 1884, el servicio no dispuso de material hasta 1889, cuando se adquirió al constructor francés Gabriel Yon un «tren aerostático», conjunto compuesto por un generador de hidrógeno, un torno de maniobra, cables, accesorios y vehículos de transporte.

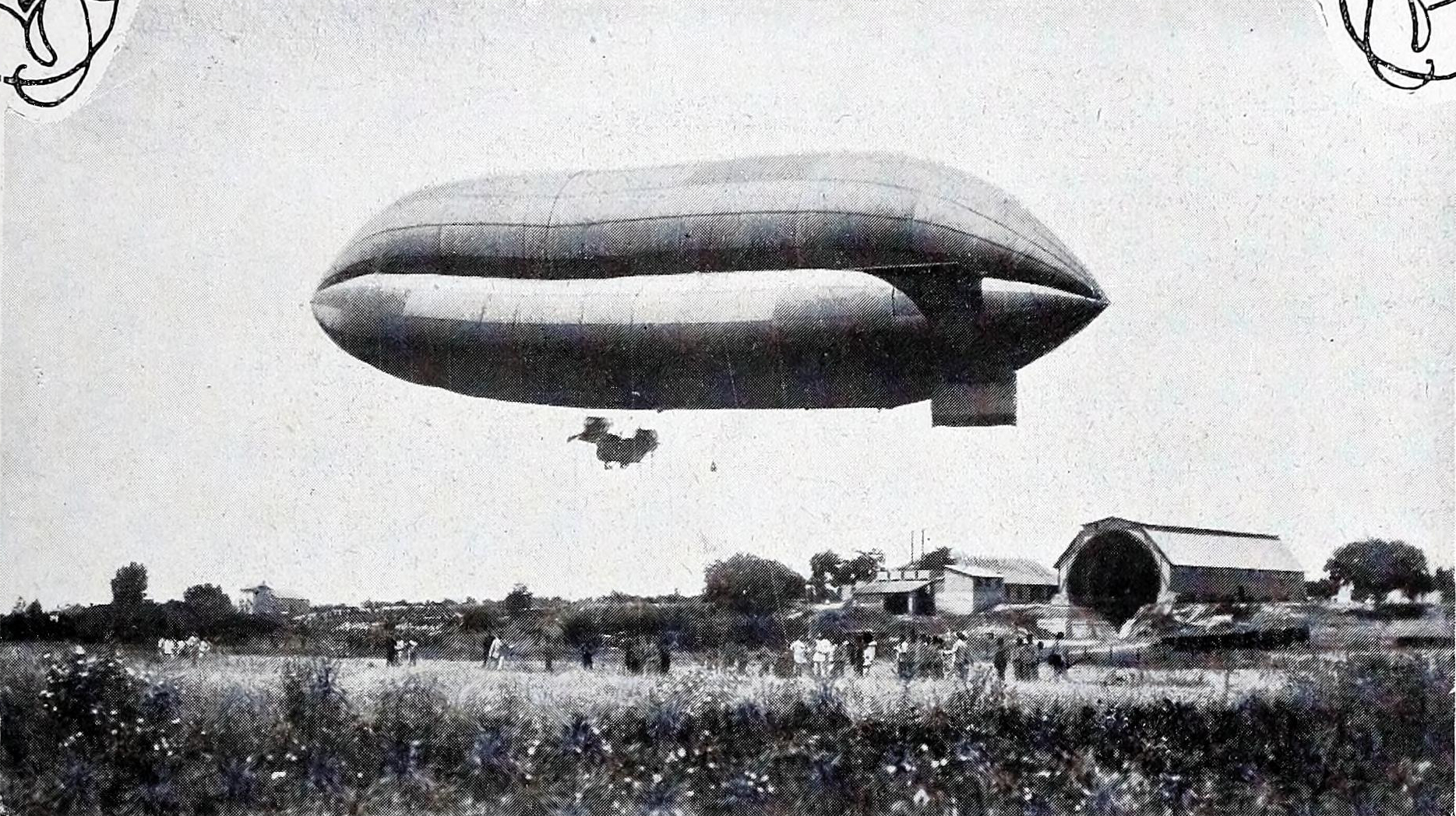
Dirigible Torres Quevedo en el parque de aerostación de Guadalajara (Blanco y Negro, 1908).

Con la Ley de Presupuestos de 24 de agosto de 1896 se creó la Compañía de Aerostación como unidad militar independiente, con sede en la misma base de Guadalajara, en el Parque de Aerostación.
El Servicio participó de forma activa en la guerra de Melilla (1909) y fundamentalmente durante el desembarco de Alhucemas (1925) en la guerra del Rif.
El diseño del primer dirigible español (Astra-Torres) realizado por Leonardo Torres Quevedo, que luego llegaría a emplearse por los Aliados en la Primera Guerra Mundial, se completó en 1906 en el Servicio de Aerostación, donde se realizaron los vuelos de prueba antes de comenzar su fabricación por la empresa francesa Société Astra.
Muchas de las experiencias y conocimientos acumulados en el Servicio se emplearon más tarde en otros proyectos militares, como la Aerostación Naval y su implantación en España (proyecto DEDALO, Barcelona).